# Corredor de Latxín

Corredor de Latxín, entre Armènia i el Nagorno-Karabakh.

El corredor de Latxín (en armeni, Լաչինի միջանցք, en àzeri, Laçın koridoru) és un pas de muntanya i corredor geopolític de facto que connecta Armènia amb la República d'Artsakh. Atès que l'Artsakh no té reconeixement internacional, el corredor es troba, de iure, al districte de Laçın de l'Azerbaidjan. El corredor forma la ruta més curta entre Armènia i l'Alt Karabakh. Durant la primera guerra de l'Alt Karabakh, de 1988 a 1994, el corredor va estar sota el control de l'Exèrcit de Defensa d'Artsakh.
La ciutat de Latxín està situada en el vessant d'una muntanya en la riba esquerra del riu Hakari.

## Història
El corredor va ser obert en 1992 durant la primera guerra de l'Alt Karabakh, quedant sota el control de l'Exèrcit de Defensa d'Artsakh. El corredor de Latxín era una de les direccions auxiliars, a més de la regió de Vardenis d'Armènia (que era la principal direcció), així com l'àrea de Djermuk d'Armènia i el sector nord-occidental de Karabakh, des d'on les forces armades armènies atacaven per a capturar Kelbajar.
En una declaració davant l'Assemblea de les Nacions Unides el 18 de setembre de 2005, el ministre d'Afers Exteriors de l'Azerbaidjan, Elmar Mammadyarov, va dir que suggeria canviar de nom el pas com a «Camí de la Pau», per a assegurar la comunicació dels armenis que viuen a la regió d'Alt Karabakh amb Armènia i la dels azerbaidjanesos vivint a la regió de Nakhchivan amb la resta de l'Azerbaidjan, «sempre que la seguretat d'aquest camí sigui garantida per les forces multinacionals de manteniment de la pau en l'etapa inicial».
En 2020, després de l'acord que va posar fi al conflicte armat per l'Alt Karabakh que es va desenvolupar entre l'Azerbaidjan i Armènia, el corredor de Latxín quedarà a càrrec de forces de pau de la Federació Russa per un mandat renovable de cinc anys, que garantiràn la seguretat del transport de persones i mercaderies.